# Почесний член Британського комп'ютерного товариства
Почесний член Британського комп'ютерного товариства (англ. Distinguished Fellow of the British Computer Society, DFBCS) - це нагорода і членство яке надається Британським комп'ютерним товариством людям професій пов'язаних з комп'ютерами які зробили видатний внесок в розвиток інформатики.

## Почесні члени
До лауреатів премії входять:
| Ім'я                     | Обраний |
| ------------------------ | ------- |
| Едсгер Дейкстра          | 1971    |
| Кристофер Стречі         | 1971    |
| Ґрейс Гоппер             | 1973    |
| Моріс Вілкс              | 1973    |
| Єршов Андрій Петрович    | 1974    |
| Том Кілбурн              | 1974    |
| Джеймс Вілкінсон         | 1974    |
| Айзек Л. Ауербах         | 1975    |
| Дональд Дейвіс           | 1975    |
| Бертрам Вів'єн Боуден    | 1976    |
| Чарльз Бахман            | 1977    |
| Тоні Гоар                | 1978    |
| Джин Амдал               | 1979    |
| Дональд Кнут             | 1980    |
| Єн Баррон                | 1986    |
| Робін Мілнер             | 1988    |
| Владислав Марек Турський | 1989    |
| Robb Wilmot              | 1990    |
| Фред Брукс               | 1994    |
| Білл Гейтс               | 1994    |
| Тім Бернерс-Лі           | 1996    |
| Девід Дойч               | 1998    |
| Пітер Кірштейн           | 2004    |
| Скотт Макнілі            | 2007    |
| Вінтон Серф              | 2011    |
| Воррен Іст               | 2013    |
| Герман Гаузер            | 2013    |
| Стів Фарбер              | 2014    |
| Венді Голл               | 2016    |
| Марта Лейн Фокс          | 2016    |
| Саймон Пейтон Джонс      | 2017    |
| Ебен Аптон               | 2019    |

## Зноски
1. ↑  Distinguished Fellowship of BCS. bcs.org. London: British Computer Society. 2016. Архів оригіналу за 13 березня 2016.
2. ↑  Anon (2016). Roll of Distinguished Fellows. British Computer Society. Архів оригіналу за 4 березня 2016. Процитовано 10 вересня 2014.